# John Kissel (Politiker, 1864)
John Kissel (* 31. Juli 1864 in Brooklyn, New York; † 3. Oktober 1938 ebenda) war ein US-amerikanischer Politiker. Zwischen 1921 und 1923 vertrat er den Bundesstaat New York im US-Repräsentantenhaus.

## Werdegang
John Kissel wurde während des Bürgerkrieges in Brooklyn geboren. Er besuchte öffentliche und Privatschulen. Danach arbeitete er als Büroangestellter (clerk) im New York Naval. Er machte eine Lehre zum Drucker und publizierte zwischen 1889 und 1914 den Kings County Republican. Kissel war 1886 Mitglied im Republican State Committee. In den Jahren 1894 und 1895 arbeitete er als Büroangestellter im Bezirksrat. Er war im Brauereigeschäft tätig. In den Jahren 1909 und 1910 saß er im Senat von New York. Er errichtete dann das erste unabhängige Arbeitsamt im County und betrieb es 15 Jahre lang auf seine eigenen Kosten, welches anschließend mit dem National Employment Agency verschmolz.
Politisch gehörte er der Republikanischen Partei an. Bei den Kongresswahlen des Jahres 1920 wurde er im dritten Wahlbezirk von New York in das US-Repräsentantenhaus in Washington, D.C. gewählt, wo er am 4. März 1921 die Nachfolge von John MacCrate antrat. Er erlitt bei seiner Wiederwahlkandidatur im Jahr 1922 eine Niederlage und schied nach dem 3. März 1923 aus dem Kongress aus.
Danach war er als allgemeiner Steuerberater mit Büros in Brooklyn tätig. 1932 arbeitete er als Attendant im Empire State Building. Er verstarb am 3. Oktober 1938 in Brooklyn und wurde dann auf dem Lutheran Cemetery in Queens beigesetzt.